# Dům U tří korun (Beroun)
Dům U tří korun je barokní řadový měšťanský dům v jižní frontě domů Husova náměstí v Berouně. Zaujme především průčelím se dvěma štíty.

## Historie
Dům byl vybudován v roce 1684 křivoklátským hejtmanem Janem Friedrich (též Fridrichem) Clannerem z Engelshofenu. Na počátku 18. století byl v domě provozován hostinec s původním názvem U korun, později U tří korun. V letech 1787–91 zde sídlil krajský úřad Berounského kraje. Interiér byl upravován v letech 1955  a 1968.
Od roku 1958 je budova chráněna jako kulturní památka.

## Architektura
Jednopatrový řadový dům je osmiosý, průčelí je završeno korunní římsou a dvojicí volutových štítů, na které navazují dvě sedlové střechy. Směrem do dvora na dům navazuje užší a novější dvorní křídlo, vybudované v 19. století.

## Zajímavosti a legendy
Domu se po vybudování v 17. století podle původního červeného nátěru říkalo Červený dům.
Říká se (snad podle názvu domu), že v budově kdysi bývala mincovna.
Za třicetileté války prý berounští měšťáné snesli do tohoto domu všechny své cennosti a pověřili nejpoctivějšího muže ve městě, aby je v domě uschoval a zazdil. Ten svůj úkol splnil, nestačil ale nikomu říct, kde se úkryt nachází, a vzápětí padl na hradbách při obraně města. Poklad tak zůstává utajen. Dům se prý od té doby vždy prodává s podmínkou, že kdyby kupec domu poklad objevil, polovina z něj připadne prodávajícímu.
Ve sklepě domu prý je velký plochý kámen, pod ním se skrývá studniční šachta a z ní vedou schody a chodba neznámo kam.